# Sheila Jasanoff
Sheila Sen Jasanoff (1944) és una acadèmica indoamericana, contribuidora significativa al camp de Estudis de Ciència i Tecnologia.

## Infantesa i educació
Nascuda a l'Índia, Jasanoff va assistir al Radcliffe College, on va estudiar matemàtiquesi va obtenir el títol de batxiller el 1964. Després va estudiar lingüísticai va rebre el màster a la Universitat de Bonn (llavors part d'Alemanya Occidental). Va tornar a Harvard per completar un doctorat en lingüística el 1973, i va esdevenir Juris Doctor a la Facultat de Dret de Harvard el 1976. Va exercir el dret ambiental a Boston entre 1976 i 1978. Llavors va acceptar un càrrec a la Universitat de Cornell, on es va convertir en una pionera en el camp emergent dels estudis de ciència i tecnologia. El 1998, Jasanoff es va incorporar a la John F. Kennedy School of Government de la Universitat Harvard com a professora de polítiques públiques. El 2002 es va convertir en professora de Ciències i Tecnologia de Pforzheimer.

## Treball
Jasanoff ha fundat i dirigeix el programa de Ciència, Tecnologia, i Societat a l'Escola de Govern John F. Kennedy de la Universitat Harvard. La seva recerca se centra en la ciència i l'estat en les societats democràtiques contemporànies. La seva feina és rellevant pels estudis de ciència i tecnologia, política comparativa, llei i societat, antropologia política i legal, sociologia i anàlisi de política. La recerca de Jasanoff té amplitud empírica considerable, que abasta els Estats Units, el Regne Unit, Alemanya, la Unió Europea, i l'Índia, així com règims globals emergents en camps com el clima i la biotecnologia.
Un línia de recerca de Jasanoff demostra com la cultura política de diferents societats democràtiques influència com avaluen l'evidència i experiència en la creació de polítiques. El seu primer llibre (amb Brickman i Ilgen), Controlling Chemicals (1985), examina el control de substàncies tòxiques als Estats Units, Alemanya, i el Regne Unit. El llibre mostra com les rutines de la presa de decisions en aquests països reflecteixen concepcions diferents de que es considera evidència i de com l'experiència hauria d'operar en un context de polítiques. A Designs on Nature: Science and Democracy in Europe and the United States (2005), ha mostrat com diferents societats empren tipus diferents de raonament públic quan prenen les decisions que impliquen la ciència i la tecnologia. Aquestes diferències, el qual dins la part reflecteixen distintes "epistemologies cíviques", estan profundament incrustades en institucions i formen part de la maquinària burocràtica d'estats moderns.
Jasanoff també ha contribuït a la interacció de ciència i llei. Science at the Bar (1995), per exemple, va assolir més enllà de les prevalents diagnosis d'incompatibilitats estructurals entre ciència i llei per explorar com aquestes institucions socialment integrades interaccionen i, fins a un cert punt, es constitueixen mútuament. El concepte de ciència reguladora, duta a terme pels propòsits de complir legalment estàndards exigits, i les activitats de demarcació de la "frontera" de la ciència dels comitès consultius científics s'analitzen a The Fifth Branch (1990). Més recentment, ha explorat el "augment de la víctima estadística" en delictes tòxics, ja que la llei amb la seva orientació individualista ha trobat i ha buscat maneres d'acomodar la visió estadística de camps com l'epidemiologia. En el seu treball sobre ciència i dret, així com en les seves investigacions sobre ciència a l'Estat, adopta un enfocament que vincula idees del dret constitucional, la teoria política i els estudis científics per considerar el paper "constitucional" de la ciència en els estats democràtics moderns.
Jasanoff també ha contribuït a construir el camp d'Estudis de Ciència i Tecnologia. Abans de mudar-se a Harvard, va ser presidenta fundadora del Departament d'Estudis de Ciència i Tecnologia de la Universitat de Cornell. També és fundadora de Science & Democracy Network, un grup d'acadèmics interessats en l'estudi de la ciència i l'estat en les societats democràtiques que s'han reunit anualment des de 2002. La seva investigació ha estat reconeguda amb molts premis, entre ells el Premi Bernal de la Societat d'Estudis Socials de la Ciència, una beca Guggenheim i el Premi Albert O. Hirschman del Consell d'Investigació de Ciències Socials.

## Personal
Està casada amb Jay H. Jasanoff, i té dos nens, Maya Jasanoff, professora al Departament d'Història a Harvard, i Alan Jasanoff, professor en el Departament d'Enginyeria Biològica a MIT